# Dispositif de surveillance et de contrôle de l'environnement marin
Le dispositif de surveillance et de contrôle (DSC) de l’environnement marin est un cadre juridique permettant de coordonner l’action des services de l’Etat en ce qui concerne la protection de l’environnement marin. Il est mis en œuvre au niveau déconcentré par les directions interrégionales de la mer (DIRM), les préfectures maritimes et les directions départementales des territoires et de la mer (DDTM).
Sa déclinaison au niveau des départements pour le volet côtier ou des façades pour le niveau hauturier permet de coordonner les acteurs et de fixer des objectifs à chaque service.
L’environnement marin englobe l’ensemble du patrimoine naturel composé des espèces marines – faune et flore, la biocénose, et des habitats, les biotopes. Juridiquement, le milieu marin est composé de divers espaces selon la convention de Montego Bay (CNUDM) : les estuaires (art. 1-1-4), la mer territoriale (art. 2 et 5), la zone côtière à travers les eaux intérieures (art. 8), les baies (art. 10), les embouchures de fleuves (art. 9) et le littoral en matière de pollution accidentelle (art. 211-1).

## Dispositions juridiques
Sur le plan organique, l’administration maritime en France est dispersée entre divers ministères dont les principaux sont ceux de la mer, de l’écologie, des armées et de l’agriculture. Elle bénéficie d’échelons déconcentrés propres comme celui interrégional avec les DIRM ou des façades avec les préfectures maritimes.
Deux textes réglementaires définissent le cadre général : l’instruction du ministère de l’écologie du 13 mars 2015 et celle interministérielle du secrétariat général de la mer (SG Mer) du 4 novembre 2016. La première concerne les unités du ministère de l’écologie et ses établissements publics effectuant des contrôles dans les AMP. La seconde encadre l’ensemble des services et des moyens participant à l’action de l'État en mer (AEM).
Les priorités nationales, déclinées et croisées avec les enjeux locaux, sont inscrites dans un plan de contrôle interservices départemental. Établi par les services de l’État avec l’OFB, le plan de contrôle est piloté par le directeur départemental des territoires et de la mer dans les départements littoraux sous l’autorité du préfet de département. Ce document stratégique pluriannuel oriente la pression de contrôle sur des territoires ou des opérations à enjeux forts. Ces enjeux résultent d’une analyse fine des vulnérabilités (zones d’alimentation en eau potable, rivières fortement dégradées, zones humides ou autres zones naturelles menacées, espèces menacées d’extinction...). Au niveau des façades, les DIRM élaborent des plans de surveillance et de contrôle de l’environnement marin (PSCEM) annuels. Il s’agit de l’outil de coordination le plus contraignant composé d’un tableau d’objectifs chiffrés par service et par thématique. Ils sont ensuite déclinés dans les départements par les DDTM pour le volet côtier et les préfectures maritimes pour le volet hauturier. Ils comportent notamment des objectifs pour chaque service ayant des pouvoirs de police de l’environnement et coordonnent donc les acteurs.
La préservation de l’environnement marin est une compétence du préfet maritime, représentant de l’Etat en mer. En effet, le contrôle et la surveillance de l’environnement marin font partie de l’AEM. Il préside les instances de gouvernance des sites Natura 2000 partiellement ou entièrement marins, est vice-président des réserves naturelles marines et commissaire du gouvernement dans les parcs naturels marins. De plus, il assure la bonne gestion de l’ensemble des AMP. Enfin, il met en œuvre la DCSMM à travers le suivi des PAMM et instruit les dossiers relatifs aux énergies marines renouvelables. Les principaux outils à sa disposition sont des arrêtés de restriction de navigation, de mouillage ou encore des autorisations d’occupation du domaine public maritime.
Toutefois, le préfet de région conserve une compétence en matière de police des pêches dans le cadre du développement économique. De même, les unités littorales des affaires maritimes (ULAM) au sein des services mer et littoral au niveau départemental effectuent les contrôles de police en mer sous l’autorité hiérarchique du préfet de département. L’office français pour la biodiversité (OFB), quant à lui, est sous la double tutelle des ministères de l’écologie et de l’agriculture.

## Moyens du dispositif de surveillance et de contrôle de l'environnement marin

### Les inspecteurs de l’environnement
Un statut d’inspecteur de l’environnement a été intégré au code de l’environnement en 2013 à la suite de l’ordonnance du 11 janvier 2012 simplifiant les polices administrative et judiciaire de l’environnement. Différents types d’agents peuvent donc être commissionnés afin d’augmenter leurs prérogatives de police judiciaire sur une zone de compétence définie, à l’instar des agents des aires marines protégées. C’est déjà le cas pour les techniciens de l’environnement de l’office français de la biodiversité (OFB) et donc des parcs naturels marins. Au sein des unités littorales des affaires maritimes (ULAM), les agents sont aussi des techniciens de l’environnement pouvant exercer des contrôles de police des pêches. Avec l’importance grandissante de la protection de l’environnement marin, le statut leur permet d’élargir leurs compétences aux contrôles en lien avec le code de l’environnement et d’exercer des polices en dehors du code de l’environnement comme celle de la signalisation des aires marines protégées.
L’assermentation se fait à la suite du suivi d’une formation à l’ENSAM. Elle est obligatoire avant de prêter serment devant un tribunal de grande instance après la publication de l’arrêté de commissionnement pris par le ministre. Le commissionnement est personnel à chaque agent et valable pour un poste précis. En cas de changement d'affectation, un agent déjà assermenté devra solliciter à nouveau le ministre si ses nouvelles missions requièrent toujours des pouvoirs de police judiciaire. Cette procédure a été harmonisée par le décret no 2014-813. Les agents assermentés ont la compétence de rechercher et de constater des infractions en matière d’eau, de nature, de sites et d’abandon des déchets. Ce pouvoir de police judiciaire rend les sanctions plus rapides et plus efficaces grâce aux amendes forfaitaires. Celles-ci sont dissuasives et évitent la récidive. Néanmoins, la prévention par des sanctions administratives est conservée. Elle présente l’avantage d’éviter des dégâts souvent irréparables.

### Centre d'appui au contrôle de l'environnement marin
Les unités de contrôle doivent avant et après chaque contrôle rapporter les actions au centre d'appui pour le contrôle de l'environnement marin (CACEM). Créé par l’instruction du ministère de l'écologie du 13 mars 2015, il joue un rôle d’appui règlementaire et collecte les données relatives aux contrôles. Il se base sur le modèle du système de contrôle des pêches, le centre national de surveillance des pêches (CNSP), lui aussi situé au sein du CROSS-A à Étel dans le Morbihan. Chaque unité doit préalablement l’informer de toute sortie en précisant la date et la zone. Un rapport doit ensuite être transmis au retour afin de connaître les éventuelles infractions constatées mais aussi toutes les entrées et sorties dans les aires marines protégées. Ces renseignements permettent d’émettre des orientations mensuelles. Toutefois, le CACEM n’exerce aucune autorité opérationnelle sur les unités de contrôle au contraire du CNSP. Il est actuellement géré par une équipe de trois agents ce qui ne permet pas de le rendre opérationnel en continu, à toute heure de la journée et de la nuit. C’est pourquoi, le CNSP prend le relai en dehors des heures ouvrables.
Le CACEM développe une expertise juridique via son site de référence, LEGICEM (disponible seulement en intranet pour les agents du ministère), qui regroupe des cartes et des informations utiles aux unités de contrôle. Pour l’année 2019, le CACEM a été sollicité pour 2720 missions de surveillance et de contrôle et 2802 contrôles, soit une hausse respective de 85% et 150% par rapport à 2018.
1. ↑  ONU, Convention des Nations Unies sur le droit de la mer, Montego Bay, 10 décembre 1982 (lire en ligne)
2. ↑  « Instruction du Gouvernement du 13/03/15 relative à la mise en place d’un dispositif ministériel de contrôle des aires marines protégées et de certaines autorisations délivrées dans les eaux métropolitaines au titre de la protection de l’environnement marin | AIDA », sur aida.ineris.fr (consulté le 25 novembre 2020)
3. ↑  Instruction interministérielle N°180/SGMER du 4 novembre 2016 relative à l’organisation et la mise en œuvre de la surveillance et du contrôle des activités pour la protection du milieu marin, y compris dans les aires marines protégées, dans le cadre de l’action de l’État en mer
4. ↑  « Ordonnance no 2012-34 du 11 janvier 2012 portant simplification, réforme et harmonisation des dispositions de police administrative et de police judiciaire du code de l'environnement - Légifrance », sur www.legifrance.gouv.fr (consulté le 25 novembre 2020)
5. ↑  « Décret no 2014-813 du 17 juillet 2014 relatif au commissionnement et à l'assermentation des fonctionnaires et agents chargés de fonctions de police judiciaire au titre du code de l'environnement - Légifrance », sur www.legifrance.gouv.fr (consulté le 25 novembre 2020)
6. ↑  « Instruction du Gouvernement du 13/03/15 relative à la mise en place d’un dispositif ministériel de contrôle des aires marines protégées et de certaines autorisations délivrées dans les eaux métropolitaines au titre de la protection de l’environnement marin | AIDA », sur aida.ineris.fr (consulté le 24 novembre 2020)
7. ↑  CROSS Atlantique, Bilan d'activité du CACEM 2019, Etel, 6 avril 2020, 26 p. (lire en ligne)